# Mexitlia
Mexitlia is een geslacht van spinnen uit de  familie van de Dictynidae (kaardertjes).

## Soorten
- Mexitlia altima Bond & Opell, 1997
- Mexitlia grandis (O. P.-Cambridge, 1896)
- Mexitlia trivittata (Banks, 1901)